# Nicole Desailly
Nicole Desailly, pseudoniem van Ginette Paulette Gisèle Nicolas (Parijs, 17 oktober 1920 – Arpajon, 29 december 2019), was een Franse actrice. 

## Loopbaan

### Film
Desailly was voornamelijk een actrice die kleine bescheiden tweedeplans- en derdeplansrollen voor haar rekening nam. Het merendeel van haar films draaide ze in de jaren zestig en zeventig. Ze werkte vaak samen met klassiek geschoolde filmers die graag verhalen vertelden en traditioneel vakwerk afleverden (zoals Jean-Paul Le Chanois, Jean Delannoy, André Cayatte, Gilles Grangier, Denys de La Patellière, Henri Verneuil, Edouard Molinaro, Pierre Granier-Deferre en Jacques Deray).
Meer dan eens vertolkte ze een buurvrouw, een verpleegster, een ouvreuse, een oppasser, een verkoopster, een conciërge of een dienster. Dikwijls ging het om niet-gecrediteerde rollen waardoor haar naam niet voorkwam op de generiek. 

### Televisie
Op het kleine scherm was Desailly vooral in televisieseries te zien waarin ze eveneens telkens gecast werd in kleine discrete rollen.

### Toneel
In de naoorlogse jaren veertig speelde Desailly onder regie van Jean-Louis Barrault in stukken van Franz Kafka en Albert Camus. Later verscheen ze nog maar zelden op de bühne. 

## Privéleven
Ze was de eerste echtgenote van de acteur Jean Desailly met wie ze twee kinderen heeft. Het koppel scheidde aan het einde van de jaren veertig. Nicole Desailly overleed eind 2019 op 99-jarige leeftijd.

## Filmografie
- 1945 - La Fille aux yeux gris (Jean Faurez)
- 1948 - Les Frères Bouquinquant (Louis Daquin)
- 1957 - Le Cas du docteur Laurent (Jean-Paul Le Chanois)
- 1959 - Les Yeux de l'amour (Denys de La Patellière)
- 1961 - Les lions sont lâchés (Henri Verneuil)
- 1962 - Les Sept Péchés capitaux (anthologiefilm, episode La Colère van Sylvain Dhomme en Max Douy)
- 1962 - Arsène Lupin contre Arsène Lupin (Edouard Molinaro)
- 1963 - Les Veinards (anthologiefilm, episode Le repas gastronomique van Jean Girault)
- 1963 - La parole est au témoin (Jean Faurez)
- 1964 - La Belle Vie (Robert Enrico)
- 1964 - Mata Hari, agent H21 (Jean-Louis Richard)
- 1964 - La Chasse à l'homme (Edouard Molinaro)
- 1964 - Relaxe-toi chérie (Jean Boyer)
- 1965 - Le Corniaud (Gérard Oury)
- 1965 - Compartiment tueurs (Costa-Gavras)
- 1967 - Le Soleil des voyous (Jean Delannoy)
- 1967 - Les Risques du métier (André Cayatte)
- 1968 - La Leçon particulière (Michel Boisrond)
- 1970 - Trop petit mon ami (Eddy Matalon)
- 1971 - Une Femme libre (Claude Pierson)
- 1971 - Le Chat (Pierre Granier-Deferre)
- 1971 - La Part des lions (Jean Larriaga)
- 1972 - Le Viager (Pierre Tchernia)
- 1972 - La Course du lièvre à travers les champs (René Clément)
- 1973 - The Day of the Jackal (Fred Zinnemann)
- 1973 - Deux hommes dans la ville  (José Giovanni)
- 1974 - Gross Paris (Gilles Grangier)
- 1975 - Section spéciale (Costa-Gavras)
- 1975 - Le Futur aux trousses (Dolorès Grassian)
- 1976 - Calmos (Bertrand Blier)
- 1976 - Docteur Françoise Gailland (Jean-Louis Bertuccelli)
- 1976 - L'Année sainte (Jean Girault)
- 1976 - Le Chasseur de chez Maxim's (Claude Vital)
- 1976 - Si c'était à refaire (Claude Lelouch)
- 1977 - L'Imprécateur (Jean-Louis Bertuccelli)
- 1977 - Monsieur Papa (Philippe Monnier)
- 1977 - Le mille-pattes fait des claquettes (Jean Girault)
- 1978 - Ne pleure pas (Jacques Ertaud)
- 1979 - Buffet froid (Bertrand Blier)
- 1979 - Je vous ferai aimer la vie (Serge Korber)
- 1979 - Tous vedettes (Michel Lang)
- 1980 - Trois Hommes à abattre (Jacques Deray)
- 1980 - Girls (Just Jaeckin)
- 1983 - Tout le monde peut se tromper (Jean Couturier)
- 1983 - Flics de choc (Jean-Pierre Dessagnat)
- 1985 - Devil Story (Il était une fois le diable) (Bernard Launois)
- 1985 - Glamour (François Merlet)
- 1986 - La Femme secrète (Sébastien Grall)
- 1988 - Les Années sandwiches (Pierre Boutron)
- 1991 - Netchaïev est de retour (Jacques Deray)